# Jennifer Flay

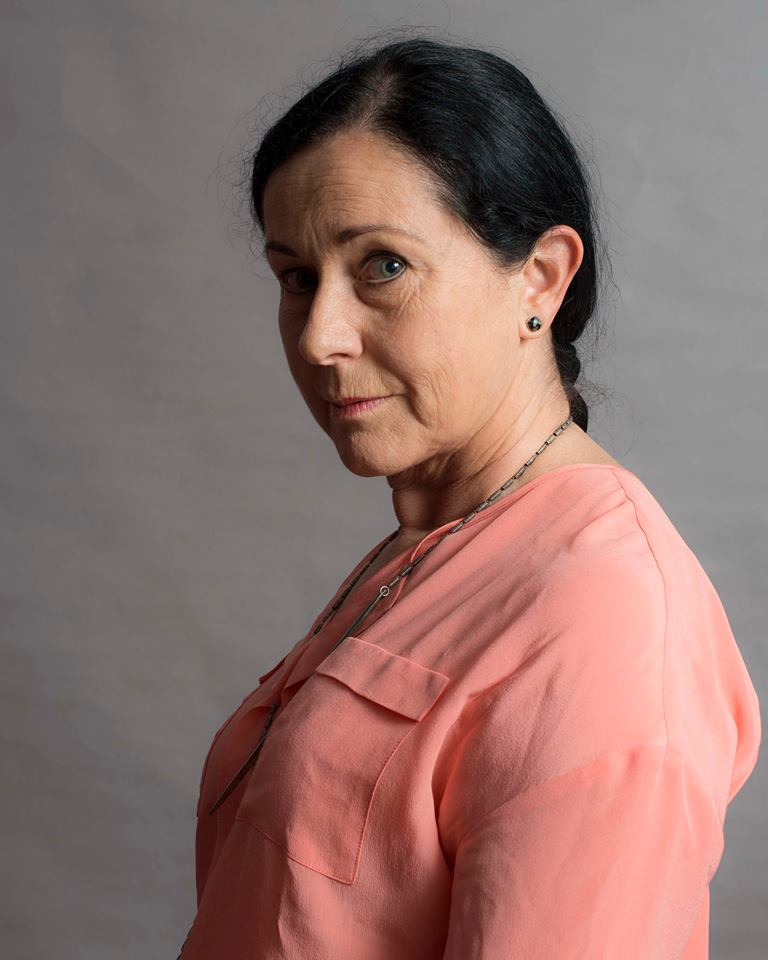
Porträt von Jennifer Flay von Pascal Ferro (2013)

Jennifer Flay (* 1959 in Auckland) ist eine Kunsthistorikerin.

## Leben
Sie kam 1980 nach Frankreich, um Kunstgeschichte an der Universität von Nizza zu studieren.
Flay eröffnete 1991 eine Galerie im Marais-Viertel, in der Rue Debelleyme. Sie hat Künstler wie Richard Billingham, Claude Closky, Melanie Counsell, John Currin, Willie Doherty, Felix Gonzalez-Torres, Dominique Gonzalez-Foerster, Karen Kilimnik, Sean Landers, Liz Larner, Lisa Milroy, Rei Naito und Xavier Veilhan vertreten, um nur einige zu nennen. 1997 zog sie ihre Galerie in das 13. Kunstviertel, in die Rue Louise-Weiss in Paris, um.
Im Jahr 2003 wurde sie zur künstlerischen Leiterin der Foire internationale d’art contemporain (Fiac) ernannt. Im Jahr 2010 wurde sie zur Generaldirektorin der Kunstmesse ernannt.
Im Jahr 2022 kuratierte sie die erste Ausstellung in der Fiminco Foundation in Romainville. Die Ausstellung mit dem Namen „De toi à moi“ bringt die Werke von zehn jungen Künstlern zusammen, die in Frankreich ansässig sind: Elsa Werth, Liv Schulman, Sara Sadik, Myriam Mihindou, Randa Maroufi, Tirdad Hashemi und Soufia Erfanian, Neila Czermak Ichti, Mégane Brauer und Bianca Bondi.

## Ehrungen
- Offizier der französischen Ehrenlegion (2015)[8][9]
- Ordre des Arts et des Lettres Commander (2020)[10]